# Bakonypölöske
Bakonypölöske is een plaats (község) en gemeente in het Hongaarse comitaat Veszprém. Bakonypölöske telt 421 inwoners (2001).